# Axel Lesser
Pour les articles homonymes, voir Lesser.
Axel Lesser (né le 18 avril 1946 à Brotterode) est un ancien fondeur allemand. Il est le grand-père du biathlète Erik Lesser.

## Palmarès

### Jeux Olympiques
| Épreuve / Édition | Grenoble 1968 | Sapporo 1972 | Innsbruck 1976 |
| 15 km             | DNF           | 6e           |                |
| 30 km             | 36e           | 12e          | 17e            |
| 4 × 10 km         | 7e            | 6e           | DNF            |

### Championnats du monde
| Épreuve / Édition | Vysoke Tatry 1970                 |
| 4 × 10 km         | Médaille d'argent, Coupe du Monde |